# 渡部惠子
渡部惠子（1987年3月29日—）是日本的女性聲優，埼玉縣出身。2019年12月1日前隸屬Crazy Box，現無所屬。日本播音演技研究所畢業。

## 演出作品
※粗體字為主要角色。

### 電視動畫
2008年
- 真實之淚 true tears（美紀子、一般學生A、一般學生F、女學生A、女學生B、麥端籃球社10號）
- xxxHOLiC◆繼（女學生）

2009年
- DARKER THAN BLACK -流星之雙子-（少女A）

2012年
- JoJo的奇妙冒險（女）

2015年
- 浦和的小調（大谷場南[2]）

2017年
- 人馬小姐不迷茫（教師、宮古、碧子、小島直、加奈）

2018年
- 童話魔法使（女性、女學生、白銀老師）

2019年
- 美妙射擊部（小小森真帆）

2020年
- 魔法紀錄 魔法少女小圓外傳（謠言的聲音）
- 賽馬娘四格（成田大進）

2021年
- 賽馬娘 Pretty Derby Season 2（成田大進）
- 世界盡頭的聖騎士（安娜）

2022年
- 終末的後宮（片桐麗亞）
- 勇者、辭職不幹了（夢魔吟遊詩人）
- 武藏野！（大谷場南[3]）
- SHINE POST（ミク、Virtual Qtuber）

2023年
- 被解僱的暗黑士兵（30多歲）慢生活的第二人生（艾莉卡[4]）

2025年
- 歡迎來到日本，妖精小姐。（幼年期的一廣）

### 遊戲
2013年
- 偶像大師 百萬人演唱會！（周防桃子[5]）

2016年
- Alteil Chronicle（托拉[6]、梅莉·梅雅、迪安德拉）

2017年
- Aerial Legends（霜月沙耶（純白的冰姬））
- 偶像大師 百萬人演唱會！劇場時光（周防桃子）
- Princess Principal GAME OF MISSON（17號[7]）

2018年
- 賽馬娘Pretty Derby（成田大進[8]）

### 外語配音
- 花樣男子

### 數位漫畫
- P與JK（2017年、小森文）

### 廣播劇CD
- 電視動畫「真實之淚 true tears」廣播劇CD（2008年，惠、櫻子）
- 偶像大師 百萬人演唱會！ 系列 （2014年－、周防桃子）

### 影像商品
- THE IDOLM@STER MILLION LIVE! 3rdLIVE TOUR BELIEVE MY DRE@M!! LIVE Blue-ray（2016年）[9][10]

### 旁白
- 移居世界秘境日本人好吃驚（2013年4月5日－、朝日放送）
- （2016年11月－、MONDO TV）
- 肉在燃燒（2017年、FMS）[11]

## 音樂CD

### 角色歌
| 發售日   | 商品名稱                                                         | 演唱名義 | 歌曲                                     | 備註                                            |
| 2013年   | 2013年                                                           | 2013年 | 2013年                                   | 2013年                                          |
| -------- | ---------------------------------------------------------------- | --- | ---------------------------------------- | ----------------------------------------------- |
| 4月24日  | THE IDOLM@STER LIVE THE@TER PERFORMANCE 01 Thank You!            | 765 MILLIONSTARS | 「Thank You!」                           | 遊戲《偶像大師 百萬人演唱會！》主題曲           |
| 4月24日  | THE IDOLM@STER LIVE THE@TER PERFORMANCE 01 Thank You!            | 765THEATER ALLSTARS | 「Thank You!」                           | 遊戲《偶像大師 百萬人演唱會！》主題曲           |
| 2014年   |                                                                  | |                                          |                                                 |
| 3月26日  | THE IDOLM@STER LIVE THE@TER PERFORMANCE 12                       | 周防桃子（渡部惠子） | 「」                                     | 遊戲《偶像大師 百萬人演唱會！》相關歌曲         |
| 3月26日  | THE IDOLM@STER LIVE THE@TER PERFORMANCE 12                       | 萩原雪步（淺倉杏美）、周防桃子（渡部惠子）、二階堂千鶴（野村香菜子）、路子（中村溫姬） | 「」                                     | 遊戲《偶像大師 百萬人演唱會！》相關歌曲         |
| 11月26日 | THE IDOLM@STER LIVE THE@TER HARMONY 05                           | Ricotta | 「HOME, SWEET FRIENDSHIP」 「Welcome!!」 | 遊戲《偶像大師 百萬人演唱會！》相關歌曲         |
| 11月26日 | THE IDOLM@STER LIVE THE@TER HARMONY 05                           | 周防桃子（渡部惠子） | 「MY STYLE! OUR STYLE!!!!」              | 遊戲《偶像大師 百萬人演唱會！》相關歌曲         |
| 2015年   |                                                                  | |                                          |                                                 |
| 9月30日  | THE IDOLM@STER LIVE THE@TER DREAMERS 01 Dreaming!                | 765 MILLIONSTARS | 「Welcome!!」                            | 遊戲《偶像大師 百萬人演唱會！》相關歌曲         |
| 10月28日 | THE IDOLM@STER LIVE THE@TER DREAMERS 03                          | 如月千早（今井麻美）、周防桃子（渡部惠子）、德川茉莉（諏訪彩花）、二階堂千鶴（野村香菜子）、萩原雪步（淺倉杏美）、箱崎星梨花（麻倉桃）、馬場木實（高橋未奈美）、真壁瑞希（阿部里果）、宮尾美也（桐谷蝶蝶）、最上靜香（田所梓） | 「Dreaming !」                           | 遊戲《偶像大師 百萬人演唱會！》相關歌曲         |
| 10月28日 | THE IDOLM@STER LIVE THE@TER DREAMERS 03                          | 周防桃子（渡部惠子）、真壁瑞希（阿部里果） | 「Cut. Cut. Cut.」                       | 遊戲《偶像大師 百萬人演唱會！》相關歌曲         |
| 2016年   |                                                                  | |                                          |                                                 |
| 1月30日  | THE IDOLM@STER LIVE THE@TER SOLO COLLECTION Vo.03 Visual Edition | 周防桃子（渡部惠子） | 「」                                     | 遊戲《偶像大師 百萬人演唱會！》相關歌曲         |
| 10月12日 | THE IDOLM@STER THE@TER ACTIVITIES 02                             | 茱莉亞（愛美）、周防桃子（渡部惠子）、大神環（稻川英里）、木下日向（田村奈央）、福田法子（濱崎奈奈） | 「」 「DIAMOND DAYS」                    | 遊戲《偶像大師 百萬人演唱會！》相關歌曲         |
| 12月12日 | 偶像大師 百萬人演唱會！ 第5卷 特別版 原創CD                      | 真壁瑞希（阿部里果）、所惠美（藤井幸代）、宮尾美也（桐谷蝶蝶）、周防桃子（渡部惠子）、德川茉莉（諏訪彩花） | 「」                                     | 漫畫《偶像大師 百萬人演唱會！》相關歌曲         |
| 2017年   |                                                                  | |                                          |                                                 |
| 2月15日  | THE IDOLM@STER LIVE THE@TER FORWARD 03 Starlight Melody          | Gemini | 「永遠の花」                             | 遊戲《偶像大師 百萬人演唱會！》相關歌曲         |
| 2月15日  | THE IDOLM@STER LIVE THE@TER FORWARD 03 Starlight Melody          | Starlight Melody | 「Starry Melody」                        | 遊戲《偶像大師 百萬人演唱會！》相關歌曲         |
| 3月10日  | THE IDOLM@STER LIVE THE@TER SOLO COLLECTION 04 Starlight Theater | 周防桃子（渡部惠子） | 「Cut. Cut. Cut.」                       | 遊戲《偶像大師 百萬人演唱會！》相關歌曲         |
| 7月26日  | THE IDOLM@STER MILLION THE@TER GENERATION 01 Brand New Theater!  | 765 MILLION ALLSTARS | 「Brand New Theater!」                   | 遊戲《偶像大師 百萬人演唱會！劇場時光》主題曲   |
| 7月26日  | THE IDOLM@STER MILLION THE@TER GENERATION 01 Brand New Theater!  | 765 MILLION ALLSTARS | 「Dreaming!」                            | 遊戲《偶像大師 百萬人演唱會！劇場時光》相關歌曲 |
| 8月23日  | THE IDOLM@STER MILLION LIVE! M@STER SPARKLE 01                   | 周防桃子（渡部惠子） | 「」                                     | 遊戲《偶像大師 百萬人演唱會！劇場時光》相關歌曲 |
| 11月22日 | THE IDOLM@STER MILLION THE@TER GENERATION 02 Fairy Stars         | Fairy Stars | 「Brand New Theater!」                   | 遊戲《偶像大師 百萬人演唱會！劇場時光》相關歌曲 |
| 2018年   |                                                                  | |                                          |                                                 |
| 4月4日   | THE IDOLM@STER MILLION LIVE! M@STER SPARKLE 08                   | 765 MILLION ALLSTARS | 「Brand New Theater!」                   | 遊戲《偶像大師 百萬人演唱會！》相關歌曲         |
| 5月16日  | 賽馬娘Pretty Derby STARTING GATE 11                              | 勝利獎劵（渡部優衣）、成田大進（渡部惠子）、琵琶晨光（近藤唯） | 「」 「春空BLUE」                        | 遊戲《賽馬娘Pretty Derby》相關歌曲              |
| 5月16日  | 賽馬娘Pretty Derby STARTING GATE 11                              | 成田大進（渡部惠子） | 「感情ノ黎明」                           | 遊戲《賽馬娘Pretty Derby》相關歌曲              |
| 6月2日   | THE IDOLM@STER LIVE THE@TER SOLO COLLECTION 06 Fairy Stars       | 周防桃子（渡部惠子） | 「HOME, SWEET FRIENDSHIP」               | 遊戲《偶像大師 百萬人演唱會！》相關歌曲         |

### 團體成員
1. ↑  天海春香（中村繪里子）、周防桃子（渡部惠子）、福田法子（濱崎奈奈）、松田亞利沙（村川梨衣）、橫山奈緒（渡部優衣）
2. ↑  周防桃子（渡部惠子）、豐川風花（末柄里惠）、馬場木實（高橋未奈美）
3. ↑  大神環（稻川英里）、春日未來（山崎遙）、北澤志保（雨宮天）、高坂海美（上田麗奈）、周防桃子（渡部惠子）、德川茉莉（諏訪彩花）、豐川風花（末柄里惠）、野野原茜（小笠原早紀）、箱崎星梨花（麻倉桃）、馬場木實（高橋未奈美）、松田亞利沙（村川梨衣）、宮尾美也（桐谷蝶蝶）
4. ↑  如月千早（今井麻美）、秋月律子（若林直美）、四條貴音（原由實）、水瀨伊織（釘宮理惠）、最上靜香（田所梓）、北澤志保（雨宮天）、茱莉亞（愛美）、白石紬（南早紀）、周防桃子（渡部惠子）、天空橋朋花（小岩井小鳥）、所惠美（藤井幸代）、永吉昴（齊藤佑圭）、二階堂千鶴（野村香菜子）、舞濱步（戶田惠）、真壁瑞希（阿部里果）、百瀨莉緒（山口立花子）、路子（中村溫姬）

## 外部連結
- 事務所官方簡歷（日語）